# Altes Krankenhaus (Düren)

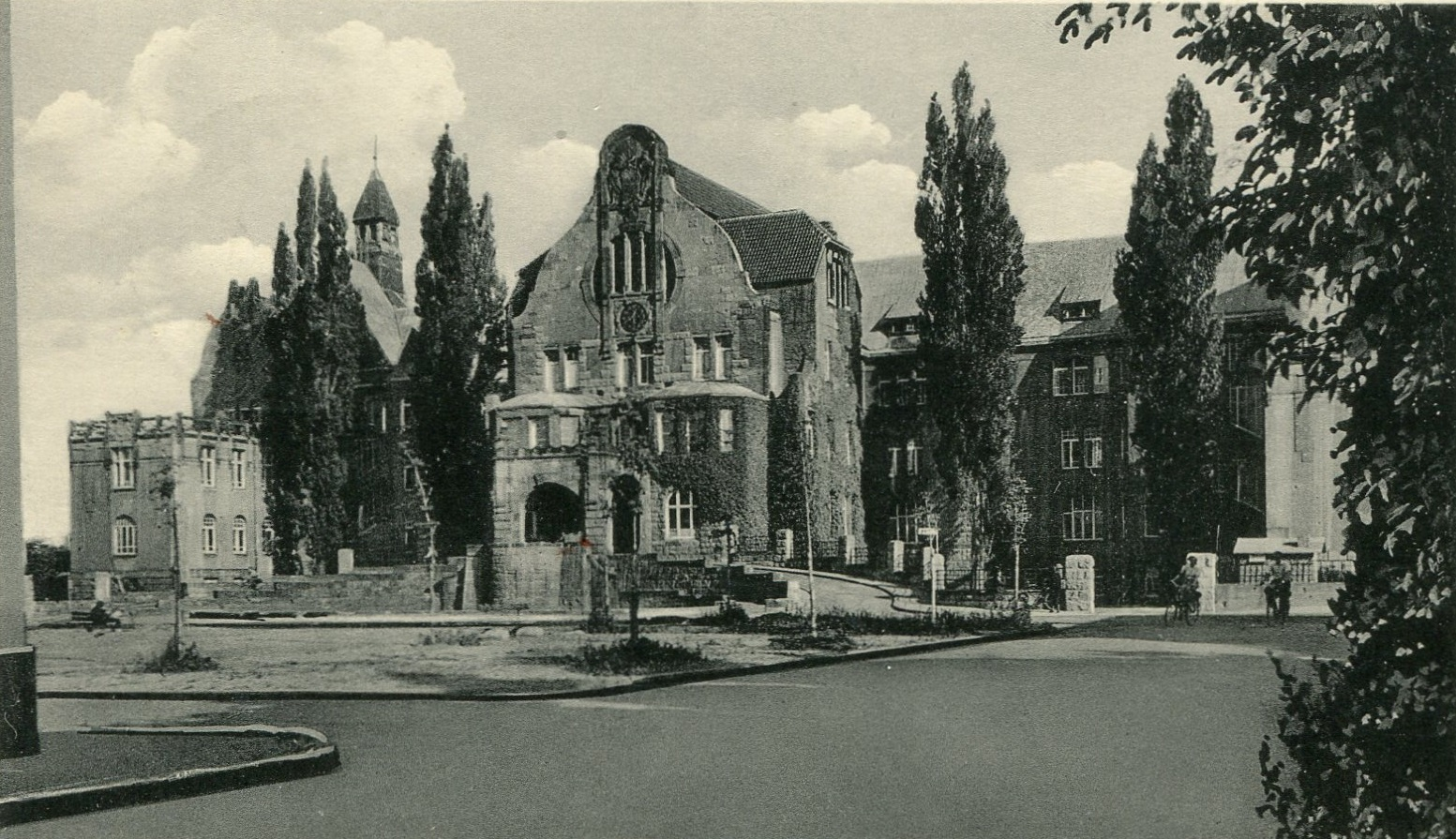
Das alte Krankenhaus um 1910

Das alte Krankenhaus Düren stand in Düren, Nordrhein-Westfalen, in der Roonstraße. Dort befinden sich heute Parkplatz und Parkhaus des neuen Krankenhauses Düren.

## Vorgeschichte
1417 erfolgte die erste Erwähnung eines Hospitals in Düren im Testament des Kölner Bürgermeisters Lambert van Duren, der diesem eine Mark Kölner Pagaments vermachte. Wahrscheinlich handelte es sich um das Agatha-Hospital, das nach den Abbildungen von Wenzel Hollar an der Ecke Weierstraße/Wilhelmstraße stand. Beim großen Stadtbrand 1543 wurde dieses Gebäude zerstört und der Magistrat wies ein Gebäude auf dem Gelände der heutigen Peschschule als neues „Gasthaus“ aus. Ab 1651 übernahm der Orden der Elisabethinnen aus Aachen die Krankenpflege im Auftrage der Stadt im Gasthaus. 1665 wurde das neue Gasthauskloster in der Weierstraße, 1864 das Maria-Hilf-Hospital, das ehemalige Franziskanerkloster neben der Marienkirche bezogen.

## Geschichte
Der Architekt und Dürener Stadtbaumeister Heinrich Dauer plante den notwendig gewordenen Krankenhaus-Neubau, der nach einer langen Planungsphase von 1904 bis 1909 im Stil des Historismus ausgeführt wurde. Gleichzeitig mit dem neuen Wasserturm wurde das Haus am 27. Oktober 1909 eingeweiht.
Der Bau des Krankenhauses kostete 1909 insgesamt 1,33 Mio. Mark. Es standen 195 Betten für die Abteilungen für innere Krankheiten, Chirurgie, Hals-Nasen-Ohren, Augen- und Hautkrankheiten zur Verfügung. Durch den späteren Neubau eines Infektionshauses 1925 und eines Wöchnerinnenheimes (Haus für Geburtshilfe) mit 19 Betten (Standort des Wöchnerinnenheimes) 1936 wurde das Krankenhaus vor dem Zweiten Weltkrieg auf 400 Betten vergrößert. 2015 war noch der spätere Anbau an das Wöchnerinnenheimes erhalten. Darin befindet sich die Notfallpraxis Düren.
Während des Zweiten Weltkriegs war ein provisorischer Operationssaal im Kellergeschoss eingerichtet. Der Raum hatte eine 60 cm dicke Schutzwand aus Mauerwerk mit einem 20 cm hohen Spalt zum Luft- und Lichteintritt oben. Trotz der riesigen roten Kreuze, die an allen Fronten der Krankenanstalten, auf allen Dächern und im Hof ausgelegt und markiert waren, wurde das Krankenhaus beim Luftangriff vom 16. November 1944 bombardiert. Das Krankenhaus überstand den Angriff als eines der wenigen öffentlichen Gebäude, wenn auch schwer beschädigt. Am nächsten Morgen wurden die Stadt und das Krankenhaus evakuiert.
Im Mai 1945 wurden im schwer beschädigten Krankenhaus wieder die ersten Kranken behandelt, die aber wegen Instandsetzungsarbeiten bereits wenige Wochen später in die weniger beschädigten Krankenhäuser in Stolberg und Birkesdorf verlegt wurden.
1947 wurde eine Krankenpflegeschule eröffnet. Am 10. November 1950 beschlossen die Stadtverordneten die Einrichtung einer Kinderstation. 1952 kam eine urologische Belegabteilung dazu. Im September 1967 wurde eine der ersten selbstständigen Anästhesieabteilungen eingerichtet.
Wegen der stark wachsenden Stadt wurde bereits 1959 über eine Erweiterung des Krankenhauses nachgedacht. Es wurde aber ein Neubau beschlossen, dessen Planungen kurz darauf begannen.
Im Juni 1967 wurde von der Stadt Düren mit ihrer Krankenanstalt und dem Kreis Düren mit dem kreiseigenen Krankenhaus in Langerwehe der Zweckverband Krankenanstalten gegründet.
Am 19. Oktober 1970 erfolgte der erste Spatenstich für ein neues Krankenhaus direkt neben dem alten Gebäude, das 1976 bezogen werden konnte. Am 2. Januar 1977 wurde der Altbau von 1909 abgerissen. Ein Teil seiner repräsentativen Sandsteinquader, seiner schmiedeeisernen Geländer und andere Bauteile wurden benutzt, um Schloss Burgau zu renovieren.
Die Uhr von der Fassade des alten Krankenhauses hängt im Foyer des neuen Krankenhauses und erinnert mit der eingestellten Zeit an den Luftangriff vom 16. November 1944, bei dem mehrere Tausend Menschen getötet wurden.